# آرمن ساقاتلیان
آرمن کارلنی ساقاتلیان (ارمنی: Արմեն Կառլենի Սաղաթելյան؛  زادهٔ ۲ اوت ۱۹۵۳ - درگذشته ۸ اکتبر ۲۰۱۹) زمین‌شناس اهل ارمنستان بود.

## زندگی‌نامه
وی در ۲ اوت ۱۹۵۳ در ایروان به دنیا آمد و از دانشگاه دولتی ایروان فارغ‌التحصیل گشت. اما ساقاتلیان مادر وی بود. همچنین برندهٔ جوایزی همچون نشان آنانیا شیراکاتسی () شده است. وی در ۸ اکتبر ۲۰۱۹ در سن ۶۶ سالگی درگذشت.

## یادداشت
1. ↑  Երկրաբանա-հանքաբանական գիտությունների դոկտոր